# معركة باكو

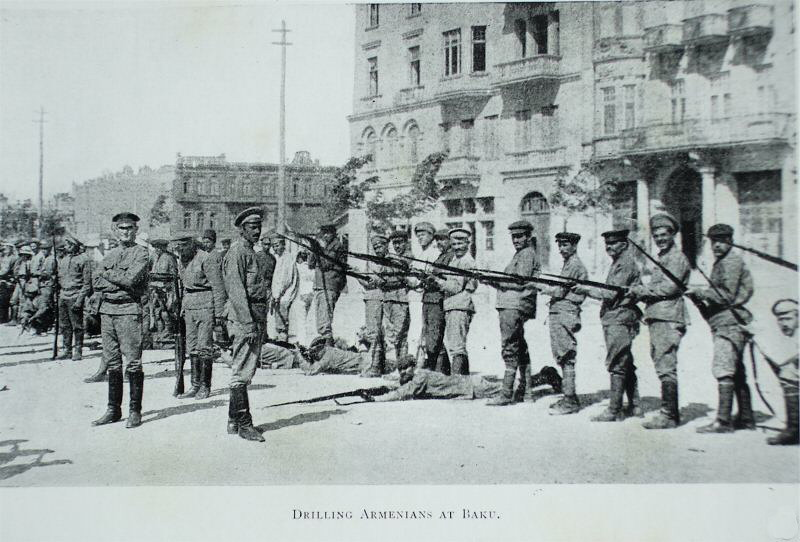
تدريبات القوات الأرمنية في باكو 1918

معركة باكو أو الدفاع عن باكو معركة جرت من 26 أغسطس إلى 14 سبتمبر 1918 بين جيش القوقاز الإسلامي العثماني المؤلف من 14,000 فرد من الأتراك والمتطوعين الآذر والداغستانيين ضد جيش باكو.
شن الجيش هجوماً ضد باكو الذي يقود جيشها رئيس الأركان الأرمني العقيد أوستينوف وضم الجيش 6,000 فرد معززين بـ 6,000 جندي غير نظامي بالإضافة إلى قوة دانستر من جيش الحلفاء، تمكن العثمانيون من دخول المدينة في 14 سبتمبر فيما أنسحبت القوات البريطانية مخلفة ورائها 200 قتيل.

## خلفية تاريخية
في عام 1917، انهارت الجبهة الروسية القوقازية بعد تنازل القيصر الروسي عن الحكم. في التاسع من مارس عام 1917، أسِست لجنة جنوب القوقاز الخاصة لملء الفراغ الإداري في المناطق المحتلة في مسار الحرب على الجبهة القوقازية من قبل الحكومة الروسية الإقليمية في جنوب القوقاز. لم تدم هذه الإدارة، والتي ضمت ممثلين عن المجموعات الأرمينية والأذرية والجورجية، طويلًا. في نوفمبر عام 1917، أنشئت أول حكومة لجنوب القوقاز المستقل في تبليسي باسم مفوضية جنوب القوقاز، بعد الاستحواذ البلشفي على السلطة في سان بطرسبرغ. في الخامس من ديسمبر 1917، أيدت لجنة جنوب القوقاز الجديدة هدنة أرزينجان التي وقعها الروس مع قيادة الجيش العثماني الثالث. غادر الجنود الروس الجبهة بشكل أساسي وعادوا إلى وطنهم. غادر عدد من القوات الروسية من أجل الحملة الفارسية، خلافًا لقواعد الهدنة. بقي الجنرال نيكولاي باراتوف في همدان وفي كرمانشاه، وبقي عقيد روسي يدعى لازار بيشراخوف مع 10 آلاف جندي، انضم ضباط اتصال بريطانيون إلى القوتين لاستكمال العدد.
في عام 1918، دعا البريطانيون الأرمن إلى انتقاء واختيار ضباط وضباط صف لتشكيل قوة استشارية، وتنظيمهم تحت قيادة ليونيل دانسترفيل في بغداد. سُميت القوة باسم قوة دانستر. كان الهدف العسكري لهذه القوة الوصول إلى القوقاز عبر بلاد فارس بينما كانت الحملة الفارسية نشطة. خطط البريطانيون لتنظيم جيش يتشكل من الأرمن والعناصر الأخرى الموالية للحلفاء التي ما تزال موجودة في القوقاز. في العاشر من فبراير 1918، اجتمع مجلس النواب واتخذ قرار إعلان الاستقلال. في 24 فبراير 1918، أعلن مجلس النواب أن القوقاز مستقلة تحت اسم جمهورية اتحاد القوقاز الديمقراطية. كانت مفوضية جنوب القوقاز معادية للبلاشفة في أهدافها السياسية وسعت إلى فصل جنوب القوقاز عن البلاشفة روسيا. في 27 يناير 1918، انطلقت المهمة البريطانية (قوة دانستر) من بغداد مع الضباط والمدربين إلى المنطقة. أمرت القوة بإبقاء جبهة القوقاز-تبريز على حالها ووضع حد لخطط إنفر باشا. في 17 فبراير، وصلت القوة إلى إنزيلي. منعهم البلاشفة المحليون في المنطقة من المرور إلى باكو، الذين أشاروا إلى تغيير في الوضع السياسي.
في الثالث من مارس 1918، وقع الوزير الأكبر طلعت باشا معاهدة بريست ليتوفسك مع الاتحاد الروسي. نصت معاهدة بريست ليتوفسك على سحب القوات على الحدود إلى مستويات ما قبل الحرب ونقل مدن باتوم وكارس وأردهان إلى الإمبراطورية العثمانية. بين 14 مارس- أبريل 1918، عقد مؤتمر طرابزون للسلام بين الإمبراطورية العثمانية ووفد مجلس النواب.
في 30 مارس 1918، اليوم العاشر لمؤتمر طرابزون للسلام، وصلت أنباء الصراع الداخلي ومذبحة الأذربيجانيين والمسلمين الآخرين في باكو والمناطق المجاورة لمحافظة باكو. شهدت الأيام التالية الحرب بين الأعراق والمعروفة باسم أيام مارس. نتج عنها مذبحة لما يصل إلى 12 ألف أذربيجاني على يد البلاشفة والداشناق المسلحين في مدينة باكو ومواقع أخرى في محافظة باكو. ما قبل قادة أيام مارس، طالب قادة أذربيجان بالحكم الذاتي داخل روسيا، وبعد هذه الأحداث طالبوا بالاستقلال فقط وعلقوا آمالهم على الثورة الروسية، ولكن بدعم من الدولة العثمانية.
في الخامس من أبريل 1918، وافق أكاكي تشخينكيلي من وفد جنوب القوقاز في مؤتمر طرابزون للسلام على معاهدة بريست ليتوفسك كأساس لمزيد من المفاوضات، وتواصل مع الأجهزة الرئاسية لحثهم على قبول هذا الموقف. كان المزاج السائد في تفليس (حيث يقع التجمع) مختلفًا تمامًا. اعترف التجمع بوجود حالة حرب بينه وبين الإمبراطورية العثمانية. بعد فترة وجيزة، بدأ الجيش الثالث تقدمه واستولى على أرضروم وكارس وفان. كان الوضع صعبًا بشكل خاص في القوقاز، إذ أراد إنفر باشا وضع جنوب القوقاز تحت الحكم العثماني كجزء من خطته لعموم طوران. ستعطي هذه السيطرة القوى المركزية العديد من الموارد الطبيعية، بما في ذلك حقول النفط في باكو. وستفتح السيطرة على بحر قزوين الطريق لمزيد من التوسع في آسيا الوسطى، وربما الهند البريطانية.
في 11 مايو 1918، افتتح مؤتمر سلام جديد في باتوم. في هذا المؤتمر مدد العثمانيون مطالبهم لتشمل تفليس وكذلك ألكسندروبول وإيشميادزين التي أرادوا من خلالها بناء خط سكة حديد لربط كارس وجولفا مع باكو. بدأ الأعضاء الأرمن والجورجيون في وفد الجمهورية بتعطيل المؤتمر. ابتداءً من 21 مايو، تقدم الجيش العثماني مرة أخرى. أدى الصراع إلى معركة ساردارابات (21-29 مايو)، ومعركة كارا كيليس 1918 (24-28 مايو)، ومعركة باش أبران (21-24 مايو).
في 26 مايو 1918، تفكك الاتحاد بدايةً بإعلان الاستقلال الجورجي (جمهورية جورجيا الديمقراطية)، تبعه بسرعة ممثلو الأرمن (جمهورية أرمينيا الأولى) وأذربيجان (جمهورية أذربيجان الديمقراطية) في 28 مايو. في 28 مايو 1918، وقعت جورجيا معاهدة بوتي مع ألمانيا ورحبت ببعثة القوقاز الألمانية، إذ رأت في الألمان حماةً ضد فوضى ما بعد الثورة الروسية والتقدم العسكري العثماني. انتقلت حكومة أذربيجان من تفليس إلى جانجاك (أو جانجا). في الوقت نفسه، تحولت ألمانيا إلى المفاوضات مع روسيا السوفيتية وعرضت إيقاف الجيش الإسلامي في القوقاز مقابل الحصول المضمون على نفط باكو. توصلوا إلى اتفاق في 27 أغسطس إذ تحصل ألمانيا على ربع إنتاج النفط في باكو. طلبت الحكومة الألمانية من الدولة العثمانية تأجيل أي هجوم على أذربيجان. تجاهل إنفير باشا هذا الطلب.
في مايو، على الجبهة الفارسية، استقرت مهمة عسكرية بقيادة نوري باشا، شقيق إنفير باشا، في تبريز لتنظيم الجيش الإسلامي في القوقاز لمحاربة ليس فقط الأرمن بل وأيضًا البلاشفة. احتل جيش نوري باشا أجزاء كبيرة من جمهورية أذربيجان الديمقراطية دون مقاومة كبيرة، ما أثر على البنية الهشة للدولة المشكلة حديثًا. قاد التدخل العثماني بعض عناصر المجتمع الأذربيجاني إلى معارضة الأتراك.
في 4 يونيو 1918، وقعت أذربيجان والإمبراطورية العثمانية معاهدة صداقة وتعاون، نص البند 4 منها على أن الإمبراطورية العثمانية ستقدم مساعدة عسكرية لأذربيجان، إذا كانت هذه المساعدة مطلوبة للحفاظ على السلام والأمن في البلاد.

## مقدمة
كان الجيش الإسلامي العثماني في القوقاز تحت قيادة نوري باشا. شُكل هذا الجيش في جانجا. تضمن الفرقة العثمانية الخامسة القوقازية والخامسة عشرة، والفيلق الأذربيجاني المسلم تحت قيادة علي أغا شيخلينسكي. كان هناك ما يقارب 14000 جندي عثماني مع 500 سلاح فرسان و40 قطعة مدفعية. تألف 30% من الجيش المشكل حديثًا من الجنود العثمانيين، والباقي من القوات الأذربيجانية والمتطوعين من داغستان.
قاد قوات باكو الجنرال القيصري السابق دوكوتشايف، مع رئيس أركانه، العقيد أفيتيسوف. تحت قيادتهم كان هناك حوالي 6 آلاف من قوات الدكتاتورية المركزية من جيش باكو أو كتائب باكو. كانت الغالبية العظمى من القوات في هذه القوة من الأرمن، رغم وجود بعض الروس بينهم. يضم سلاح المدفعية فيها حوالي 40 مدفعًا ميدانيًا. كان معظم جنود باكو السوفييت وجميع ضباطهم تقريبًا أرمن من داشناق، وغالبًا ما كانوا داشناق صريحين. كان أحد قادة الجيش الأحمر هو أماساسب سيئ السمعة، الذي قاتل كزعيم حرب عصابات ضد الأتراك، والذي كان أي مسلم عدوه لمجرد أنه مسلم.
كان الجنرال لوينيل دانسترفيل قائد البعثة البريطانية (قوة دانستر)، الذي وصل لتولي قيادة قوة البعثة في بغداد في 18 يناير 1918. جُمعت أهم أركان القوى. انطلق دانسترفيل من بغداد في 27 يناير 1918، مع أربعة ضباط صف وضباط في 41 سيارة. بلغ عدد القوات البريطانية في المعركة تحت قيادة دانسترفيل ما يقارب ألف جندي. كانت القوة مدعومة ببطارية مدفعية ميدانية وقسم رشاش وثلاث سيارات مدرعة وطائرتين. كان عليه المضي قدمًا عبر بلاد فارس (بدءًا من حملة بلاد ما بين النهرين من خلال الحملة الفارسية) إلى ميناء أنزالي.

## معرض صور

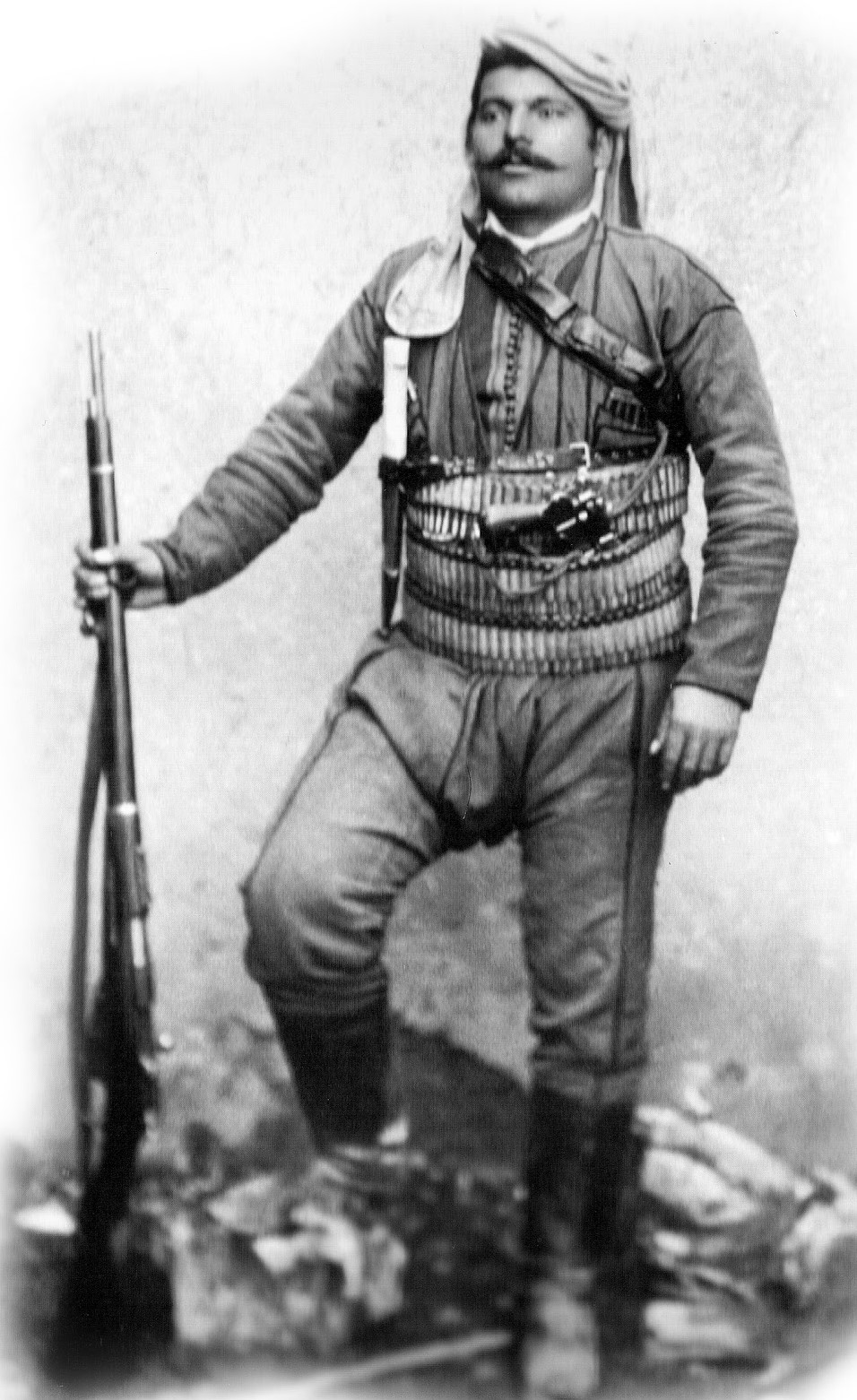
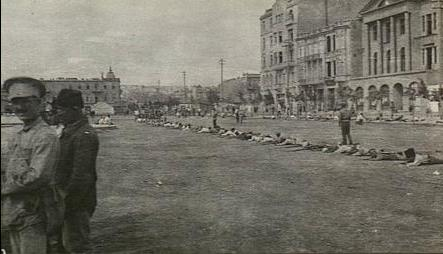
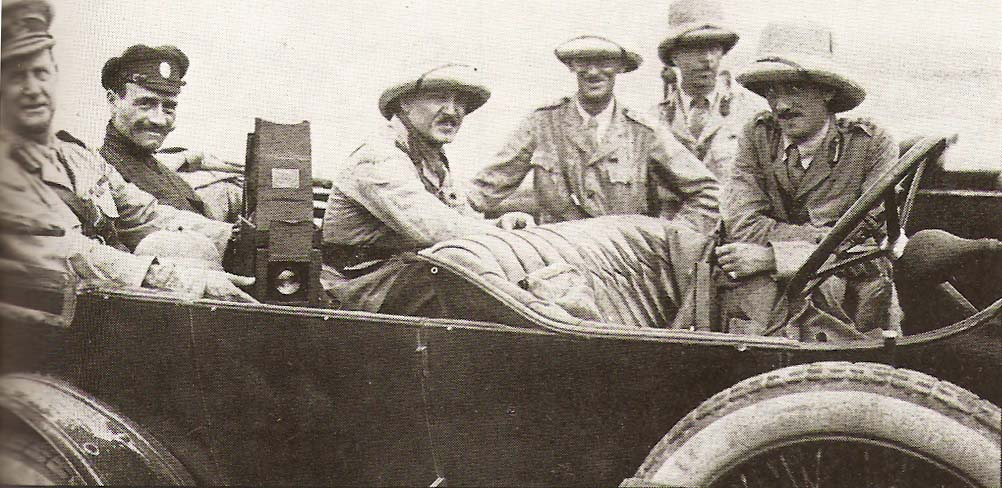